# Île aux Bœufs (Le Goulet)
Pour les articles homonymes, voir Île aux Bœufs.
L'île aux Bœufs est une île sur la Seine, dans la partie normande de ce fleuve, en France, et appartenant administrativement à Notre-Dame-de-l'Isle, commune du département de l'Eure.

## Toponymie

### Île aux Bœufs
De signification transparente, on ne connaît du nom ancien que l'appellation transcrite en latin médiéval [de] Pressegniis insula vers 1240, c'est-à-dire « île de Pressagny ».

### Notre-Dame-de-l'Isle
Le déterminant complémentaire -de-l'Isle attesté vers 1240, comme « île de Pressagny » fait référence à l’Île aux Bœufs. Un hameau de Pressagny-le-Val subsiste à Notre-Dame-de-l’Isle, témoin d’une ancienne extension de Pressagny-l'Orgueilleux. Ils sont situés tous les deux sur la rive droite de la Seine.

### Le Goulet
Le nom de la localité est attesté sous les formes Portus Orgul vers 1026,; Orguletum vers 1026; Guletus (sans date) ; Guletun en 1199 ; Culetum en 1200 ; Gollet (sans date) ; La Goulette en 1200 ; Goleton en 1200 ; Goletum en 1228 ; Guletum, Orguletum (sans date) ; Les Goulets (sans date).
Il est situé sur la rive gauche de la Seine.
Comme l'indiquent les formes primitives [Portus] Orgul et Orguletum de 1026, il faut peut-être considérer le radical Orgul- comme étant une forme ancienne du mot orgueil, attesté en ancien français orgolz (avec le -z /-s du cas sujet masculin). Le sens de « grosse cale de bois ou de pierre qui, insérée sous un levier, lui sert de point d'appui » n'est pas attesté avant le XIVe siècle. Il n'est pas sûr qu'il s'agisse du même mot. François de Beaurepaire rapproche Orgul- du nom du déterminant complémentaire de [Pressagny]-l'Orgueilleux, sans toutefois apporter d'explication, celui-ci n'apparaissant qu'au XIIIe siècle et témoignant usuellement de la fierté, voire de l'arrogance de ses habitants. Il ne fait que relever la coïncidence. Plus tard, l'attraction du mot goulet « embouchure d’un cours d’eau, entrée étroite d'un port, goulot, passage étroit » a sans doute provoqué l'aphérèse de la syllabe Or-.

## Description
L’Île aux Bœufs se situe à hauteur du Goulet. Le Goulet est un hameau partagé entre les communes de Saint-Pierre-d'Autils, de Saint-Pierre-la-Garenne et Saint-Pierre-de-Bailleul.
Une motte castrale se devine difficilement en bordure gauche de la Seine ; la cartographie est cependant précise en situant clairement ses vestiges au niveau de l'embouchure du ruisseau de Saint-Ouen, tandis que les clichés aériens révèlent le relief particulier de la motte castrale.
L'île sur laquelle le fort est planté est classée en zone naturelle d'intérêt écologique, faunistique et floristique (ZNIEFF), au même titre que l'île aux Prêles à laquelle elle est jointe de nos jours.
Cette grande presqu'île se trouve attachée géologiquement à la commune de Saint-Pierre-la-Garenne, dans sa partie Nord, par un petit bras de terre dominé par un boisement humide avec notamment le très rare frêne à folioles étroites et par une plantation de peuplier noir. Ce petit secteur est d'ailleurs intégré à la zone spéciale de conservation « Les îles et berges de la Seine dans l'Eure ». L'île est bordée, à l'Est, par la Seine et, à l'Ouest, par un bras mort de près de 3 km de longueur où se développent des tapis de nénuphar jaune, assez rare dans la région. La majorité de la surface de l'île est exploitée en culture ou en paturages.
Une mare, située au centre de l'île et présentant un potentiel pour des amphibiens, est actuellement utilisée comme abreuvoir. Les berges boisées sont rares, seuls quelques reliquats d'une ancienne ripisylve de saule blanc sont encore présents.
Ponctuellement, de petites plages sablo-vaseuses alternent avec de petits abrupts favorables au martin pêcheur.
Deux espèces floristiques patrimoniales s'y développent : le rubanier simple, rare, et le pigamon jaune, assez rare.
La disparition de la ripisylve, en raison des pressions agricoles et de l'accumulation de déchets sur les berges, est la principale menace qui pèse sur ces îles déjà très aménagées.

## Histoire
En 856, les vikings établirent un camp au Goulet et firent quelques dégâts dans la région. Cependant aucune trace de leur présence n'a été relevée, ni dans  le hameau, ni sur l'Île aux Bœufs, qui aurait été susceptible d’accueillir une de leurs bases.
L'île aux Bœufs joue un rôle important dans l'histoire du système défensif de Château-Gaillard.
En 1197, le roi d'Angleterre et duc de Normandie Richard Cœur de Lion érige sur l'île La Tour au niveau de Tosny le fort de Boute-avant pour protéger la frontière orientale du duché de Normandie contre les attaques éventuelles du roi de France Philippe Auguste (le fort est rasé en 1202 par les Français en préalable au siège de Château-Gaillard).
En réplique, Philippe Auguste fait édifier une forteresse de taille moyenne sur la présente île, située à la frontière de France, connu sous le nom de Boute-arrière ou du Goulet.
Renaud de Dammartin y fut retenu captif en 1214 et y mourut en 1227.
Le traité de Londres du 24 mars 1359 mentionne Le Goulet (le château), au même titre que Vernon, comme cédé aux Anglo-Navarrais, parti de Charles le Mauvais, comte d'Évreux.
Le 17 avril 1364, Charles V le Sage y séjourne à l'aube de son règne, soit un mois avant que ne soit livrée la  bataille de Cocherel.
En 1371, Bruneau de Commandel est capitaine du château du Grand-Goulet.
Ce fort disparaît sur ordre d'Henri V d'Angleterre donné le 8 février 1422 et, sur autorisation de Charles IX réitérée en 1571, ses pierres étant remployées à la reconstruction de la chartreuse de Bourbon-lez-Gaillon.
Au XXIe siècle, les vestiges du château-fort sont cadastrés AD23. Au sud, les quelques vestiges d'une motte castrale sont engloutis depuis la mise en service de l'écluse Notre-Dame-de-la-Garenne.
Le plan local d'urbanisme identifie sur l'île un site archéologique comprenant la ferme du Goulet, l'île, le château fort remontant au Moyen Âge classique et à la période moderne.